# Józicha
Józicha – dawny folwark. Tereny na których leżał znajdują się obecnie na Białorusi, w obwodzie witebskim, w rejonie szarkowszczyńskim, w sielsowiecie Stanisławowo.

## Historia
W czasach zaborów w granicach Imperium Rosyjskiego.
W dwudziestoleciu międzywojennym folwark leżał w Polsce, w województwie wileńskim, w powiecie duniłowickim (od 1926 postawskim), w gminie Łuck (od 1927 gmina Kozłowszczyzna).
Według Powszechnego Spisu Ludności z 1921 roku zamieszkiwało tu 21 osób, wszystkie były wyznania rzymskokatolickiego i zadeklarowały polską przynależność narodową. Były tu 2 budynki mieszkalne. W 1931 w 8 domach zamieszkiwało 37 osób.
Miejscowość należała do parafii rzymskokatolickiej w Szarkowszczyźnie. Podlegała pod Sąd Grodzki w Duniłowiczach i Okręgowy w Wilnie; właściwy urząd pocztowy mieścił się w Mosarzu.
W 1938 roku miejscowość należała do gromady Józefowo gminy Kozłowszczyzna.

## Urodzeni w Józisze
- Marian Szatybełko – polski przyrodnik i polityk, poseł na Sejm kontraktowy[6].